# Arabis caerulea
Arabis caerulea är en korsblommig växtart som beskrevs av Carlo Allioni. Arabis caerulea ingår i släktet travar, och familjen korsblommiga växter. Inga underarter finns listade i Catalogue of Life.

## Bildgalleri

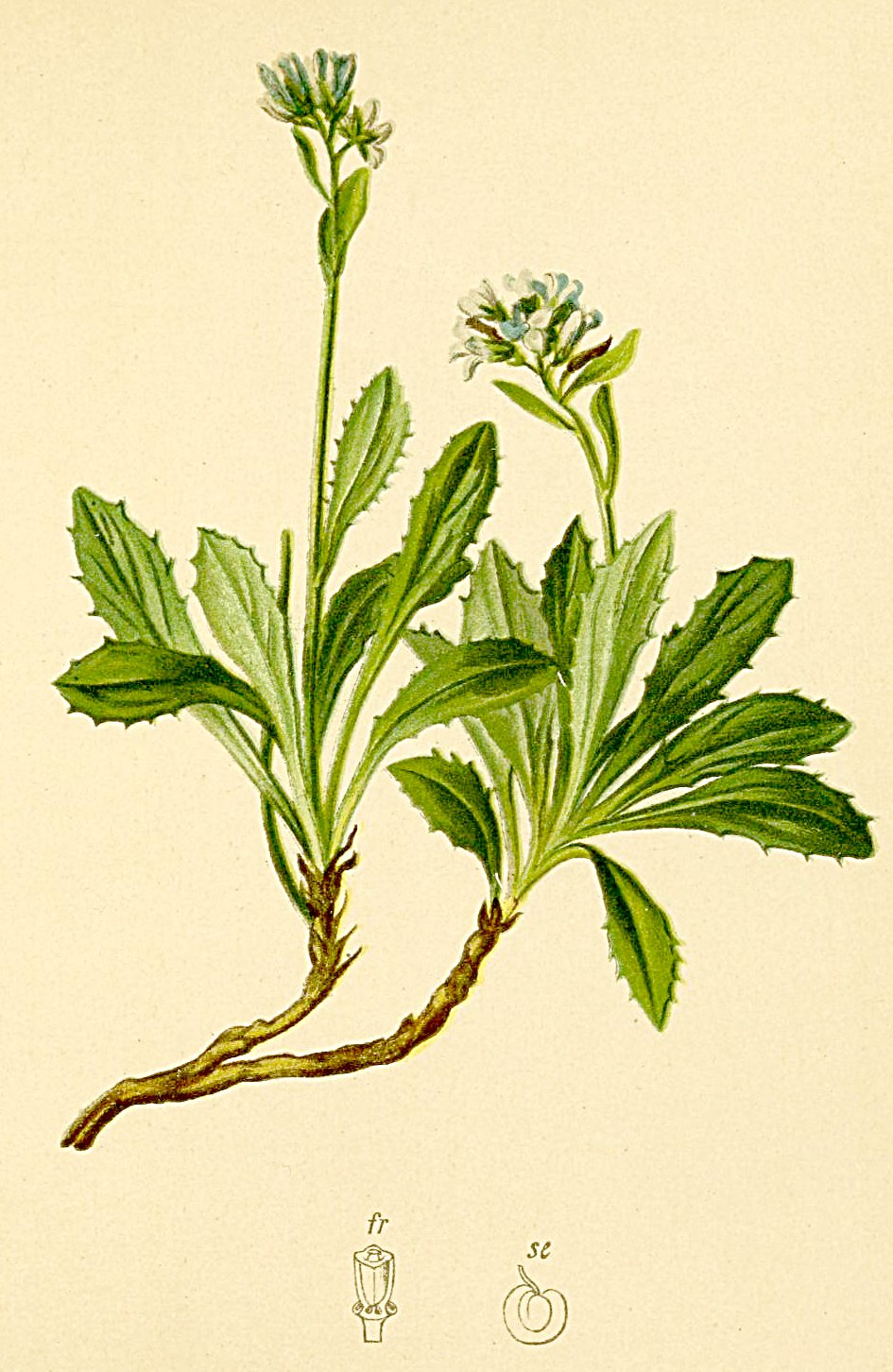
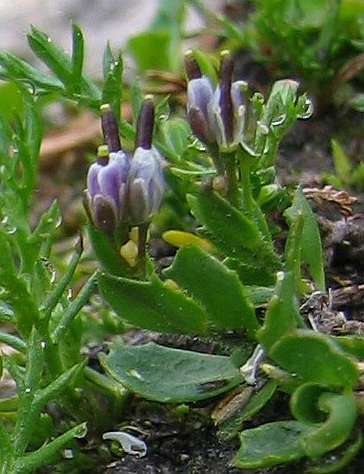